# Elijah Brigham

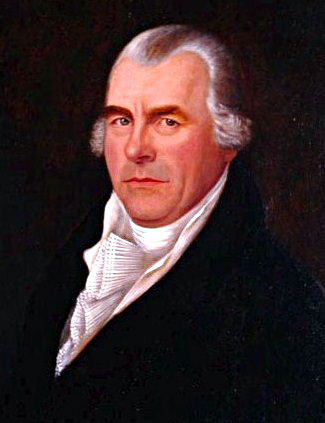
Elijah Brigham

Elijah Brigham (* 7. Juli 1751 in Northborough, Worcester County, Province of Massachusetts Bay; † 22. Februar 1816 in Washington, D.C.) war ein US-amerikanischer Politiker. Zwischen 1811 und 1816 vertrat er den Bundesstaat Massachusetts im US-Repräsentantenhaus.

## Werdegang
Elijah Brigham besuchte bis 1778 das Dartmouth College in Hanover (New Hampshire). Nach einem Jurastudium verzichtete er darauf, als Anwalt zu arbeiten. Stattdessen wurde er in Westborough im Handel tätig. Gleichzeitig schlug er eine politische Laufbahn ein. Von 1791 bis 1793 war er Abgeordneter im Repräsentantenhaus von Massachusetts; zwischen 1796 und 1810 war er mehrfach Mitglied des Staatssenats. Von 1795 bis 1811 fungierte er als Berufungsrichter. In den Jahren 1799, 1800 und 1806 bekleidete er das Amt des State Councilor in Massachusetts.
Bei den Kongresswahlen des Jahres 1810 wurde Brigham im zehnten Wahlbezirk von Massachusetts in das US-Repräsentantenhaus in Washington gewählt, wo er am 4. März 1811 die Nachfolge von Joseph Allen antrat. Nach zwei Wiederwahlen konnte er bis zu seinem Tod im Kongress verbleiben. Seit 1815 vertrat er dort als Nachfolger von Abijah Bigelow den elften Distrikt seines Staates. In seine Zeit als Kongressabgeordneter fiel der Britisch-Amerikanische Krieg von 1812. Elijah Brigham starb am 22. Februar 1816 in der Bundeshauptstadt Washington und wurde auf dem dortigen Kongressfriedhof beigesetzt.